# باشگاه ورزشی آئوداچه چرینیولا
باشگاه ورزشی آئوداچه چرینیولا (انگلیسی: SS Audace Cerignola) یک باشگاه فوتبال مستقر در چرینیولا، ایتالیا است که در حال حاضر در سری سی ایتالیا، سومین سطح لیگ فوتبال در این کشور به فعالیت می‌پردازد.
آن‌ها بازی‌های خانگی خود را در ورزشگاه دومنیکو مونتریسی، مستقر در چرینیولا انجام می‌دهند که به اندازه ۸۰۰۰ صندلی گنجایش پذیرش تماشاگر دارد.

## تاریخچه
این باشگاه در ابتدا در سال ۱۹۱۲ به عنوان گروپو اسپورتیوو چرینیولا در ۱ ژوئن ۱۹۱۲ توسط مارکی فرانچسکو دی تورس تأسیس شد. وی به‌طور کامل با دارایی شخصی خود هزینه‌های باشگاه را می‌پرداخت. آنها از سال ۱۹۳۵ تا ۱۹۳۷ در سری سی بازی کردند و پس از آن تنها در لیگ‌های آماتوری شرکت کردند.
از اواخر دهه ۱۹۲۰ شروع به شرکت در مسابقات قهرمانی استانی و منطقه‌ای کرد. باشگاه در این دوره به صورت غیر حرفه‌ای اداره می‌شد و بازیکنان اصلاً در قبال بازی فوتبال حقوق دریافت نمی‌کردند. زمین بازی این تیم در آن زمان، زمین ویلا دوکاله بود.
مردم شهر چرینیولا علی‌رغم زلزله‌ای که شهر آن‌ها را ویران کرد، در فصل ۱۹۳۲–۱۹۳۱ برای اولین بار شاهد حضور تیم شهرشان در مسابقات قهرمانی ترزا دیویسیونه پولیزه بودند که بعد از فوجا در رده دوم قرار گرفت.
پس از آن سال‌های سیاهی دنبال شد که در آن باشگاه در لیگ‌های کوچک بازی کرد. نقطه عطف در سال ۱۹۳۵ بود، سالی که تیم در مسابقات قهرمانی سری سی ایتالیا شرکت کرد، پس از انگیزه‌گیری موقت به دلیل کسب مقام سوم فصل قبل، پس از تنها دو فصل، باشگاه از این دسته خارج شد.
این باشگاه در سال ۲۰۱۳ به دلیل مشکلات مالی به‌طور داوطلبانه از مسابقات کنار کشید و تنها یک سال بعد از پریما کاتگوریا دوباره شروع به کار کرد. در سال ۲۰۱۷، آنها به سری دی بازگشتند، لیگی که از سال ۲۰۰۰ در آن بازی نکرده بودند.
در سال ۲۰۱۹، آئوداچه چرینیولا فصل را با جایگاه دوم به پایان رساند و تنها از آزد پیسرنو عقب ماند؛ در پلی‌آف‌های بعدی، آنها به فینال رسیدند و باشگاه فوتبال ترنتو را شکست دادند و بدین ترتیب جایگاهی مناسب در سری سی برای خود تضمین کردند.
با این حال، به دلیل تعدادی مشکل مربوط به وضعیت استادیوم، فدراسیون فوتبال ایتالیا ورود این باشگاه به سری سی را رد کرد. پس از پیروزی در یک درخواست تجدیدنظر به دادگاه کمیته ملی المپیک ایتالیا، و رد پذیرش آئوداچه چرینیولا توسط فدراسیون فوتبال ایتالیا به دلیل مسائل فنی مربوط به استادیوم، در ۵ اوت ۲۰۱۹، دادگاه کمیته ملی المپیک ایتالیا بار دیگر حکم قبلی را لغو کرد و حق آئوداچه چرینیولا برای شرکت در سری سی در فصل ۲۰۲۰–۲۰۱۹ را تأیید کرد.
در نهایت، آئوداچه چرینیولا تحت هدایت سرمربی میشل پازیانزا در فصل ۲۰۲۲–۲۰۲۱ سری دی به عنوان قهرمان گروه اچ به سری سی ارتقا یافت. در ۲۴ آوریل ۲۰۲۲، با شکست دادن ۱–۰ بیتونتو در مقابل ۷۰۰۰ هوادار جیالوبلو، آنها ۸۵ سال پس از آخرین بازی، چهار هفته زودتر از پایان فصل به بازی به سری سی صعود کردند.